# 西村麒麟
西村 麒麟（にしむら きりん、1983年8月14日 - ）は、俳人。「古志」同人。「麒麟」主宰。

## 経歴
大阪市に生まれ、18歳まで広島県尾道市で育つ。2002年高知大学入学。2005年「古志」入会、長谷川櫂に師事。2009年、第1回古志新人賞、第1回石田波郷新人賞受賞。2013年12月、第一句集『鶉』を私家版で出版。2014年、第4回芝不器男俳句新人賞にて大石悦子奨励賞、『鶉』で第5回田中裕明賞受賞。2016年、作品「思ひ出帳」150句で第7回北斗賞受賞。2019年、作品「玉虫」50句で第65回角川俳句賞受賞。2022年「麒麟」を創刊、主宰。2025年、第三句集『鷗』で芸術選奨新人賞受賞。

## 作風など
句風は「飄逸」「現代の隠者」風などと評されており、関悦史は「嫁がゐて四月で全く言ふ事無し」などの句について「安寧自足がそのまま俳諧的ずらしにつながる機微」を指摘する。芝不器男賞の選評では先人の名を詠み込んだ句も評価された。

## 句集
- 「鶉」2013年　私家版
- 「鴨」2017年　文学の森
- 「鶉」新装版　2023年　港の人
- 「鷗」 2024年　港の人